# Hypena albistriga
Hypena albistriga là một loài bướm đêm trong họ Erebidae.